# Адміралс-Біч
Адміралс-Біч (англ. Admirals Beach) — містечко в Канаді, у провінції Ньюфаундленд і Лабрадор.

## Населення
За даними перепису 2016 року, містечко нараховувало 135 осіб, показавши скорочення на 11,8%, порівняно з 2011-м роком. Середня густина населення становила 5,5 осіб/км².
З офіційних мов обидвома одночасно не володів жоден з жителів, тільки англійською — 135.
Працездатне населення становило 53,6% усього населення, рівень безробіття — 33,3% (28,6% серед чоловіків та 42,9% серед жінок). 80% осіб були найманими працівниками, а 13,3% — самозайнятими.
35,7% мешканців мали закінчену шкільну освіту, не мали закінченої шкільної освіти — 42,9%, 25% мали післяшкільну освіту.
| Статево-вікова структура населення | Статево-вікова структура населення | Статево-вікова структура населення | Статево-вікова структура населення | Статево-вікова структура населення |
| ---------------------------------- | ---------------------------------- | ---------------------------------- | ---------------------------------- | ---------------------------------- |
|                                    |                                    |                                    |                                    |                                    |
| Всього                             | Всього                             | 51,9%48,1%                         |                                    |                                    |
| 0 — 14 років                       | 0 — 14 років                       |                                    | 7,7%                               | 7,7%                               |
| 15 — 64 років                      | 15 — 64 років                      |                                    | 53,8%                              | 53,8%                              |
| 65 і більше                        | 65 і більше                        |                                    | 38,5%                              | 38,5%                              |
| 85 і більше                        | 85 і більше                        |                                    | 3,8%                               | 3,8%                               |
| Середній вік (років)               | Середній вік (років)               | 51,857,1                           | 54,3                               | 54,3                               |
| Медіана (років)                    | Медіана (років)                    | 57,560,5                           | 58,4                               | 58,4                               |
| — чоловіки — жінки                 |                                    |                                    |                                    |                                    |

| Походження мешканців:     | Походження мешканців:     | Походження мешканців: | Походження мешканців: | Походження мешканців: |
| ------------------------- | ------------------------- | --------------------- | --------------------- | --------------------- |
| Походження                |                           |                       | осіб                  | %                     |
| Корінні американці        | Корінні американці        |                       | 10                    | 7.14%                 |
| Інше північноамериканське | Інше північноамериканське |                       | 75                    | 53.57%                |
| Європейське               | Європейське               |                       | 70                    | 50%                   |
| британське                | британське                |                       | 65                    | 46.43%                |

| Зайнятість населення за галузями (за класифікацією NOC): | Зайнятість населення за галузями (за класифікацією NOC): | Зайнятість населення за галузями (за класифікацією NOC): | Зайнятість населення за галузями (за класифікацією NOC): | Зайнятість населення за галузями (за класифікацією NOC): |
| -------------------------------------------------------- | -------------------------------------------------------- | -------------------------------------------------------- | -------------------------------------------------------- | -------------------------------------------------------- |
|                                                          |                                                          |                                                          |                                                          |                                                          |
| Бізнес, фінанси та адміністрування                       | Бізнес, фінанси та адміністрування                       |                                                          | 14,3%                                                    | 14,3%                                                    |
| Гуртова торгівля, транспорт та обладнання                | Гуртова торгівля, транспорт та обладнання                |                                                          | 21,4%                                                    | 21,4%                                                    |
| Природні ресурси, сільське господарство                  | Природні ресурси, сільське господарство                  |                                                          | 28,6%                                                    | 28,6%                                                    |
| Виробництво                                              | Виробництво                                              |                                                          | 28,6%                                                    | 28,6%                                                    |

## Клімат
Середня річна температура становить 5,1°C, середня максимальна – 18,1°C, а середня мінімальна – -8,1°C. Середня річна кількість опадів – 1 539 мм.
| Клімат поселення                              | Клімат поселення | Клімат поселення | Клімат поселення | Клімат поселення | Клімат поселення | Клімат поселення | Клімат поселення | Клімат поселення | Клімат поселення | Клімат поселення | Клімат поселення | Клімат поселення | Клімат поселення |
| Показник                                      | Січ.             | Лют.             | Бер.             | Квіт.            | Трав.            | Черв.            | Лип.             | Серп.            | Вер.             | Жовт.            | Лист.            | Груд.            |                  |
| Середній максимум, °C                         | 1,00             | 0,30             | 2,60             | 6,34             | 10,12            | 13,70            | 16,28            | 18,12            | 15,68            | 11,14            | 6,84             | 2,60             |                  |
| Середня температура, °C                       | −3,18            | −3,9             | −1,6             | 2,12             | 5,90             | 9,50             | 13,18            | 14,98            | 12,56            | 8,04             | 3,74             | −0,52            |                  |
| Середній мінімум, °C                          | −7,4             | −8,12            | −5,8             | −2,1             | 1,68             | 5,30             | 10,06            | 11,88            | 9,46             | 4,90             | 0,62             | −3,66            |                  |
| Норма опадів, мм                              | 139              | 128              | 134              | 114              | 113              | 116              | 119              | 108              | 134              | 144              | 148              | 142              |                  |
| Середньомісячна швидкість вітру, м/с          | 8.70             | 7.76             | 7.30             | 6.66             | 5.82             | 5.40             | 5.20             | 5.30             | 6.00             | 6.90             | 7.68             | 8.38             |                  |
| Середньомісячна сонячна радіація, кДж/м²·день | 4016             | 6875             | 10820            | 14139            | 17289            | 19170            | 18891            | 16193            | 12224            | 7420             | 4271             | 3205             |                  |
| --------------------------------------------- | ---------------- | ---------------- | ---------------- | ---------------- | ---------------- | ---------------- | ---------------- | ---------------- | ---------------- | ---------------- | ---------------- | ---------------- | ---------------- |
| Джерело:                                      |                  |                  |                  |                  |                  |                  |                  |                  |                  |                  |                  |                  |                  |